# Jean de Limur
Jean de Limur (conde Jean Chanu de Limur) (13 de noviembre de 1887 - 5 de junio de 1976) fue un director, guionista y actor cinematográfico de nacionalidad francesa.

## Biografía
Nacido en Vouhé (Charente Marítimo), Francia, su nombre completo era Jean François Marie Chenu de Limur.
Su carrera cinematográfica se inició en la época del cine mudo en Hollywood, destacando su trabajo como actor en L'Étroit mousquetaire, de Max Linder (1922), como ayudante de dirección en Una mujer de París, de Charles Chaplin (1923), y como director en La carta / La carta trágica (The Letter, 1929). 
De vuelta a Francia en los comienzos del cine sonoro, dirigió hasta 1945 más de una veintena de cintas, entre ellas Mon gosse de père (con Alice Cocéa y Adolphe Menjou, 1930), La Bête aux sept manteaux (con Jules Berry, 1936), La Garçonne (con Arletty y Marie Bell, 1936), L'Homme qui joue avec le feu (1942) y La Grande Meute (1945), su última película.
En 1933 fue ayudante de dirección de Georg Wilhelm Pabst durante el rodaje de Don Quichotte, con Fédor Chaliapine en el papel del título. Casado con una de las hijas de Chaliapine, se convirtió en cuñado del político y periodista italiano Luigi Freddi (marido de otra hija del cantante y actor ruso), jefe de la dirección general de cinematografía bajo el régimen fascista. A petición suya, en 1943 rueda en Italia Apparizione, con Alida Valli, algo que se le reprocha en el momento de la Liberación y que da por finalizada su carrera.
Posteriormente trabajó casi quince años en la dirección de la empresa de automóviles Simca».
Jean de Limur falleció en París en 1976.

## Filmografía

### Como director
- 1929 : La carta (The Letter)
- 1929 : Jealousy
- 1930 : The Parisian
- 1930 : Mon gosse de père
- 1931 : Circulez!
- 1932 : Monsieur le duc
- 1933 : Mariage à responsabilité limitée
- 1933 : Paprika
- 1934 : L'Amour en cage
- 1934 : L'Auberge du petit dragon
- 1935 : Le Coup de trois
- 1935 : La Petite Sauvage
- 1935 : Le Voyage imprévu
- 1935 : La Rosière des Halles
- 1935 : Runaway Ladies
- 1936 : La Bête aux sept manteaux
- 1936 : La Garçonne, con Arletty y Marie Bell
- 1936 : La Brigade en jupons
- 1938 : Petite peste
- 1938 : La Cité des lumières
- 1939 : Le Père Lebonnard
- 1942 : L'Âge d'or
- 1942 : L'Homme qui joue avec le feu
- 1943 : Apparition
- 1945 : La Grande Meute

### Como ayudante de dirección
- 1923 : Una mujer de París, de Charles Chaplin
- 1933 : Don Quichotte, de Georg Wilhelm Pabst

### Como actor
- 1922 : The Worldly Madonna, de Harry Garson
- 1922 : L'Étroit mousquetaire, de Max Linder
- 1924 : The Arab, de Rex Ingram
- 1923 : Una mujer de París, de Charles Chaplin
- 1925 : Love's Bargain, de Burton George
- 1927 : Human Desires, de Burton George
- 1933 : Don Quichotte, de Georg Wilhelm Pabst

## Premios y distinciones
Festival Internacional de Cine de Venecia
| Año  | Categoría        | Película          | Resultado |
| ---- | ---------------- | ----------------- | --------- |
| 1935 | Mención especial | Le voyage imprévu | Ganador   |